# Ethel Lilian Voynich

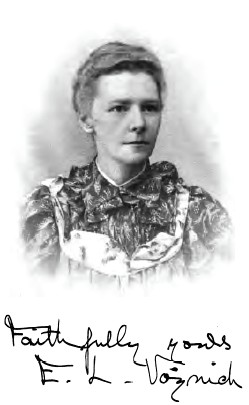
Ethel Lilian Voynich

Ethel Lilian Voynich (geboren als Ethel Lilian Boole am 11. Mai 1864 in County Cork, Irland; gestorben am 28. Juli 1960 in New York) war eine englische Schriftstellerin, Übersetzerin und Komponistin.

## Leben
Sie war die jüngste Tochter des berühmten Mathematikers George Boole und von Mary Everest Boole. Nach dem frühen Tod ihres Vaters 1864 wuchs sie zunächst in Cork und Lancashire in relativ ärmlichen Verhältnissen auf, bis ihr ein kleines Erbe gestattete, von 1882 bis 1885 in Berlin an der Hochschule für Musik Klavier und Komposition zu studieren. Einer ihrer Lehrer dort war der Bach-Gelehrte Philipp Spitta. In Berlin lernte sie die Schriften des russischen Anarchisten Sergei Krawtschinski (Pseudonym: „Stepniak“) kennen, die sie nachhaltig beeinflussten. Dieser lebte, nachdem er aus Russland fliehen musste, weil er General Mesenzew, den Chef der Polizei in Petersburg, dort im August 1878 auf offener Straße niedergestochen hatte, ab 1879 im Londoner Exil. Dort wurde Stepniak von Ethel nach ihrer Rückkehr nach London ausfindig gemacht und wurde ihr Mentor und Russischlehrer. Sergei brachte dem Mädchen auch Ukrainisch, die Sprache seiner Mutter, bei.
Inzwischen für die Sache der Revolution entflammt und mittlerweile auch des Russischen mächtig, fuhr sie im Sommer 1887 nach St. Petersburg, um dort Verwandte Stepniaks aufzusuchen. Auf der Fahrt dorthin machte sie am Ostersonntag 1887 in Warschau Halt, wo sie auf dem Platz vor der Zitadelle von ihrem späteren Mann Wilfrid Michael Voynich bei einem Blick aus dem Zellenfenster gesehen wurde. Sie blieb bis Sommer 1889 in Russland, arbeitete als Gouvernante und Lehrerin für Englisch und Musik und unterstützte die Familie von Stepniaks Schwägerin Preskovia Karauloff.
Nach ihrer Rückkehr wurde sie zu einer zentralen Figur in der von Stepniak begründeten Society of Friends of Russian Freedom (Gesellschaft der Freunde der Freiheit Russlands) und gab mit Stepniak die Zeitschrift Free Russia heraus. Zu dem Kreis der Revolutionäre, Sozialisten, Exilanten und Schriftsteller, die sich in Stepniaks Haus trafen, gehörten auch Eleanor Marx, die Tochter von Karl Marx, sowie Friedrich Engels, George Bernard Shaw, William Morris und Oscar Wilde.
Als Wilfrid Voynich im Oktober 1890 nach einer abenteuerlichen Flucht aus seiner Gefangenschaft in London ankam, begegnete er dort wieder Ethel, die er auf dem Platz vor der Warschauer Zitadelle gesehen hatte. Die beiden begannen zusammenzuarbeiten, Wilfrid half bei der Verteilung der Zeitschrift Free Russia und zusammen mit anderen Dissidenten wurde der Russian Free Press Fund gegründet. Man sandte verbotene Literatur nach Russland, darunter Übersetzungen der Werke von Marx und Engels.
Ab spätestens 1895 lebten Ethel und Wilfrid zusammen, sie nannte sich Ethel Lily Voynich bzw. abgekürzt E.L.V., die offizielle Heirat fand jedoch erst 1902 - im Zusammenhang mit Bemühungen Wilfrid Voynichs um die britische Staatsbürgerschaft - statt.
1895 wurde Stepniak beim Überqueren eines Bahnübergangs von einem Zug überfahren. In der Folge zogen sich die Voynichs scheinbar aus der revolutionären Arbeit etwas zurück. 1897 hatte Wilfrid Voynich ein Antiquariat gegründet und war bald sehr erfolgreich bei der Beschaffung seltener und entlegener Werke. Eine verborgene Funktion des Antiquariats war jedoch der fortgesetzte Vertrieb revolutionärer Literatur und die Beschaffung von Mitteln für den russischen Freiheitskampf.
Im Jahr 1911 veröffentlichte Voynich eine Sammlung von Übersetzungen aus dem Ukrainischen von Taras Schewtschenko und seine Biografie.
Der Erfolg des Antiquariats brachte die Eröffnung mehrerer Filialen im Ausland mit sich, unter anderem in New York, wo Wilfrid Voynich sich ab 1915 niederließ. Ethel Voynich folgte ihm dorthin zu Beginn der 1920er Jahre.
In den USA arbeitete sie hauptsächlich als Komponistin, Musiklehrerin und widmete sich ausgedehnten musikgeschichtlichen Studien. Nach dem Tod von Wilfrid Voynich im März 1930 lebte sie die folgenden 30 Jahre mit Anne M. Nill, der langjährigen Sekretärin von Wilfrid Voynich, zusammen in einem Appartement im Zentrum Manhattans. Während dieser Zeit entstand ihre Übersetzung der Briefe Chopins, die bis heute in Druck sind.

## Wirkung
Ihr bekanntestes Werk The Gadfly (Die Stechfliege, 1897 in den USA erschienen) hatte nach dem Sieg der Revolution in Russland einen ungeheuren Erfolg. Die Novelle über die Kämpfe und Leiden eines internationalen Aktivisten in Italien war in der Sowjetunion ein Bestseller und Schullektüre. Bis zu ihrem Tod wurden in der Sowjetunion 2.500.000 Exemplare verkauft, das Werk wurde in 18 Landessprachen übersetzt und zahllose Dissertationen und wissenschaftliche Arbeiten erschienen.
1955 wurde die Stechfliege (russ. „Ovod“) von dem sowjetischen Regisseur Alexander Fainzimmer verfilmt. Die Filmmusik schrieb der berühmte Komponist Dmitri Schostakowitsch (op. 97).
Umso seltsamer, dass die damals noch lebende Ethel Voynich bis 1955 in Russland unbekannt war und umgekehrt die Autorin von ihrem Ruhm und ihren Riesenauflagen in der Sowjetunion keine Ahnung hatte.
Auch in der Volksrepublik China war das Werk sehr populär, wo die Stechfliege mit einer Auflage von mehr als 700.000 Exemplaren verbreitet war.
Außerdem wurde die Stechfliege 1898 von George Bernard Shaw für die Bühne adaptiert.
Der Voynich-Krater auf der Venus wurde nach ihr benannt.

## Werke

### Literarische Werke
- 1897 The Gadfly. William Heinemann, London 1897; Wildside Press, 2003, ISBN 978-0-8095-3343-5

Deutsche Ausgaben:
Der Sohn des Kardinals. Übersetzung von Alice Wagner. Verlag Neues Leben, Berlin 1960
Die Stechfliege. Rowohlt, Reinbek bei Hamburg 1980. ISBN 3-499-14492-1
- 1901 Jack Raymond. William Heinemann, London 1901; London : Forgotten Books, 2018, ISBN 978-1-330-48049-6
- 1904 Olive Latham. William Heinemann, London 1904, USA : Legare Street Press, 2023, ISBN 978-1-01-902154-5
- 1910 An Interrupted Friendship. Hutchinson & Co., London 1910, USA : Legare Street Press, 2023, ISBN 978-1-01-588920-0
- 1945 Put off thy shoes. Macmillan, New York 1945.

### Musikalische Werke
- Babylon, Jerusalem, Epitaph in Ballad Form (gewidmet dem irischen Nationalisten Roger David Casement der am 3. August 1916 im Gefängnis von Pentonville gehängt wurde)
- The Sunken City

### Übersetzungen
- 1893 Wsewolod Michailowitsch Garschin: Stories from Garshin. Translated by E. L. Voynich. Introduction by S. Stepniak.
- 1894 Sergej Krawtschinski: Nihilism as it is: being Stepniak's pamphlets translated by E. L. Voynich, and Felix Volkhovsky's Claims of the Russian Liberals. T. F. Unwin, London [1894?]
- 1895 The Humour of Russia. Translated by E. L. Voynich, with an introduction by Stepniak.
- 1911 Six Lyrics of T. Shevchenko. (aus dem Ukrainischen)
- 1931 Frédéric Chopin: Chopin's Letters. Collected by Henryk Opienski. Translated from the original Polish and French with a preface and editorial notes by E. L. Voynich. A. A. Knopf, New York 1931.